# Friedrich-Ebert-Platz (metro, Neurenberg)
Friedrich-Ebert-Platz is een metrostation in de wijk St. Johannis van de Duitse stad Neurenberg. Het station werd geopend op 10 december 2011 en wordt bediend door lijn U3 van de metro van Neurenberg.